# Сніговий барс
Снігови́й барс, і́рбіс, барс (Panthera uncia) — вид ссавців з родини котових. Великий кіт, що мешкає в гірських масивах Центральної Азії від Афганістану, північної Індії (Гімалаї), північного Пакистану, до озера Байкал та східного Тибету.
Він не може ревти, попри неповне закостеніння під'язикової кістки, що, як думали раніше, є принциповим для здатності великих котів ревти. Проте нові вивчення показують, що здатність ревти залежить від інших морфологічних особливостей, особливо гортані, які відсутні в снігового барса. Сніговий барс відомий через гарне хутро білувато-рудувато-коричневого кольору з плямами темного, попелясто-коричневого і чорного кольору. Хвіст — важкий і пухнастий, основа лап — також вкрита хутром для захисту від снігу та холоду.
Тривалість життя снігового барса зазвичай 15—18 років, але в неволі максимальна тривалість життя може становити й 20 років. Сніговий барс був майже знищений завойовниками континенту. Зараз барс живе далеко від людей.

## Опис
Сніговий барс має сіро-біле товсте хутро з численними плямами на голові та шиї з білим підчерев'ям. Окремі волосинки хутра мають довжину 5 до 12 см. Снігові барси є кремезними, з короткими лапами, проте вони трохи менші за інших роду Пантера. Голова снігового барса відносно маленька з короткою мордою та великими носовими порожнинами. Голова самця зазвичай набагато більш «квадратна» і ширша, ніж у самиці. Ікла снігового барса довгі, сягаючи 28,6 мм, зазвичай стрункіші за ікла інших представників роду. Вагою зазвичай самці є від 45 кг до 55 кг, самиці від 35 кг до 40 кг. Сніговий барс трохи менший в середньому, ніж леопард. Виключно великі самці можуть важити аж до 75 кг, дуже маленькі самиці важать тільки 25 кг. Довжина голови та тіла становить 99–130 см, висота плеча становить близько 56 см. Хвіст має довжину 81—105 см — найдовший серед усіх котячих, якщо порівнювати з розмірами тіла.
Сніговий барс володіє великою кількістю адаптацій до сніжних та гірних середовищ. Короткі, закруглені вуха допомагають запобігти втраті тепла та широкі лапи служать снігоступами, подібно до лап рисі. За допомогою шерсті на нижній стороні лап, вони покращують хватку на нерівних і нестабільних поверхнях, також допомагаючи від втрати тепла. Хвіст барса сприяє підтримці балансу на кам'янистій території, притаманному його середовищу проживання. У хвості снігового барса зберігається велика кількість жиру покритим густим шаром хутра, що робить його таким товстим. Це дозволяє використовувати хвіст, щоб прикривати ніс і пащу в холодних умовах під час сну.

## Екологія
Влітку барс зазвичай віддає перевагу життю за межами лісу, на гористих лугах і в скелястих регіонах, на висоті від 2700 м до 6000 м. Зимою він спускається в ліси на висоти близько 2000 м. Барс значною мірою веде солітарний спосіб життя, хоч матері можуть виховувати кошенят протягом тривалих періодів в печерах-лігвах у горах. Це — опортуністичний хижак, їсть будь-яке м'ясо, яке здобуде, і вбиває тварин, які утричі більші за нього, зокрема місцеву худобу. Його дієта складається переважно з козорогів, гвинторогих козлів, нахурів, оленів, кабанів, також як і пискух, бабаків та інших маленьких гризунів. На здобич барс нападає із засідки, якщо можливо — зверху, бо здатний стрибати аж на 14 м.
Окремий сніговий барс живе в межах добре визначеної індивідуальної території, однак він не захищає її агресивно від інших снігових барсів. Залежно від кількості здобичі індивідуальні території можуть дуже відрізнятися за розміром: у Непалі, де здобич багата, індивідуальна територія не перевищує 12—39 км² і аж до 5—10 тварин може проживати на кожні 100 км², тоді як на території з низькою кількістю здобичі область площею 1000 км² підтримує тільки 5 барсів.

## Ареал
Ареал снігового барса в центральній і південній Азії — гірські регіони загальною площею приблизно 1 230 000 км², ареал простягається через 12 країн: Афганістан, Бутан, Китай, Індія, Казахстан, Киргизстан, Монголія, Непал, Пакистан, Росія, Таджикистан, і Узбекистан — від гір Гіндукуш в східному Афганістані та річки Сирдар'я через гори Памір, Тянь-Шань, Каракорум, Кашмір, Куньлунь і Гімалаї, до південного Сибіру. У Росії ареал покриває гори Алтай, Саяни, Танну-Ола і гори на захід від озера Байкал. У Монголії барса було виявлено у Монгольському Алтаї та Гобійському Алтаї та горах Хангай. У Тибеті він виявлений аж до Алтуньшані на півночі.

## Популяція і захист

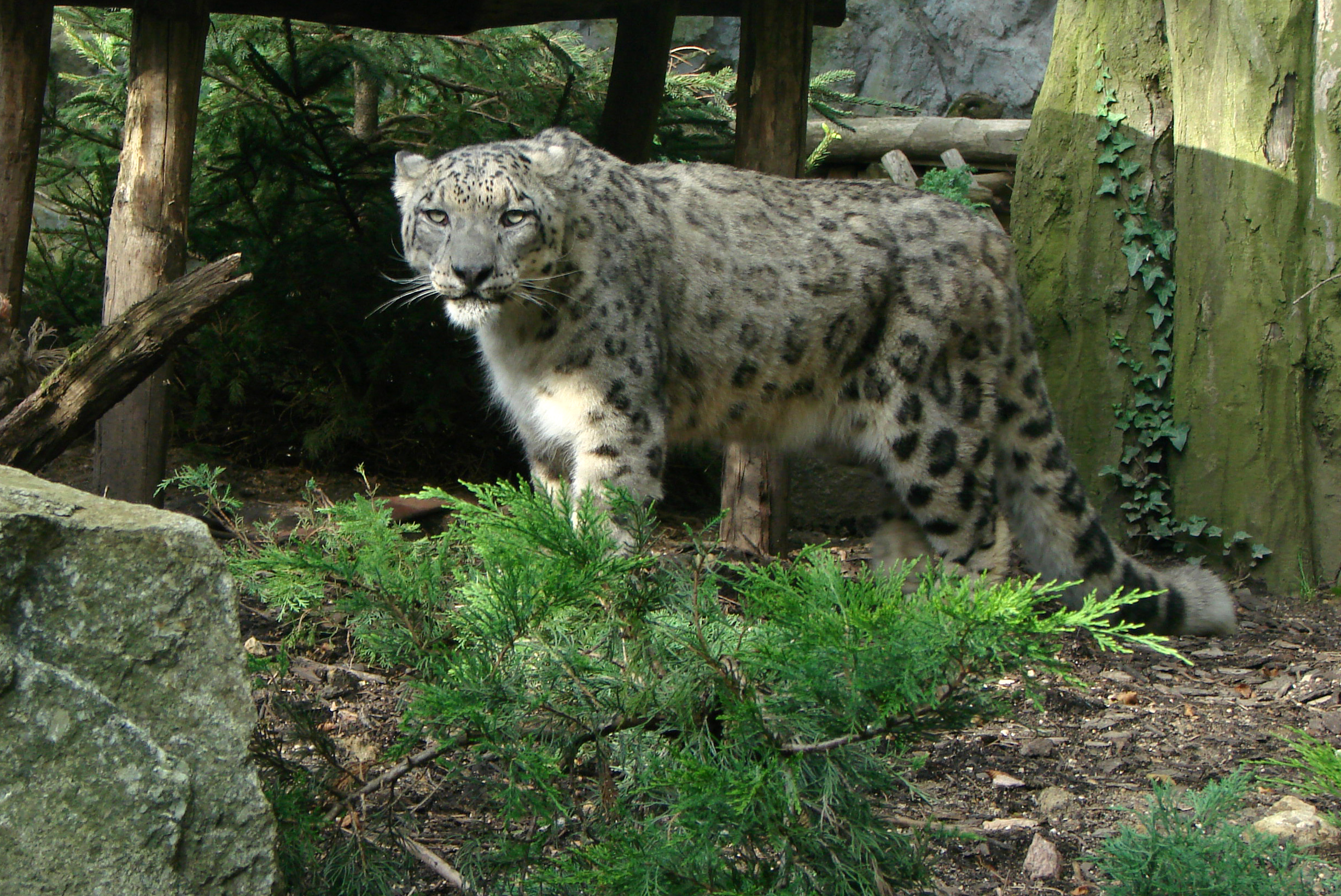
Сніговий барс в зоопарку d'Amnéville, Франція

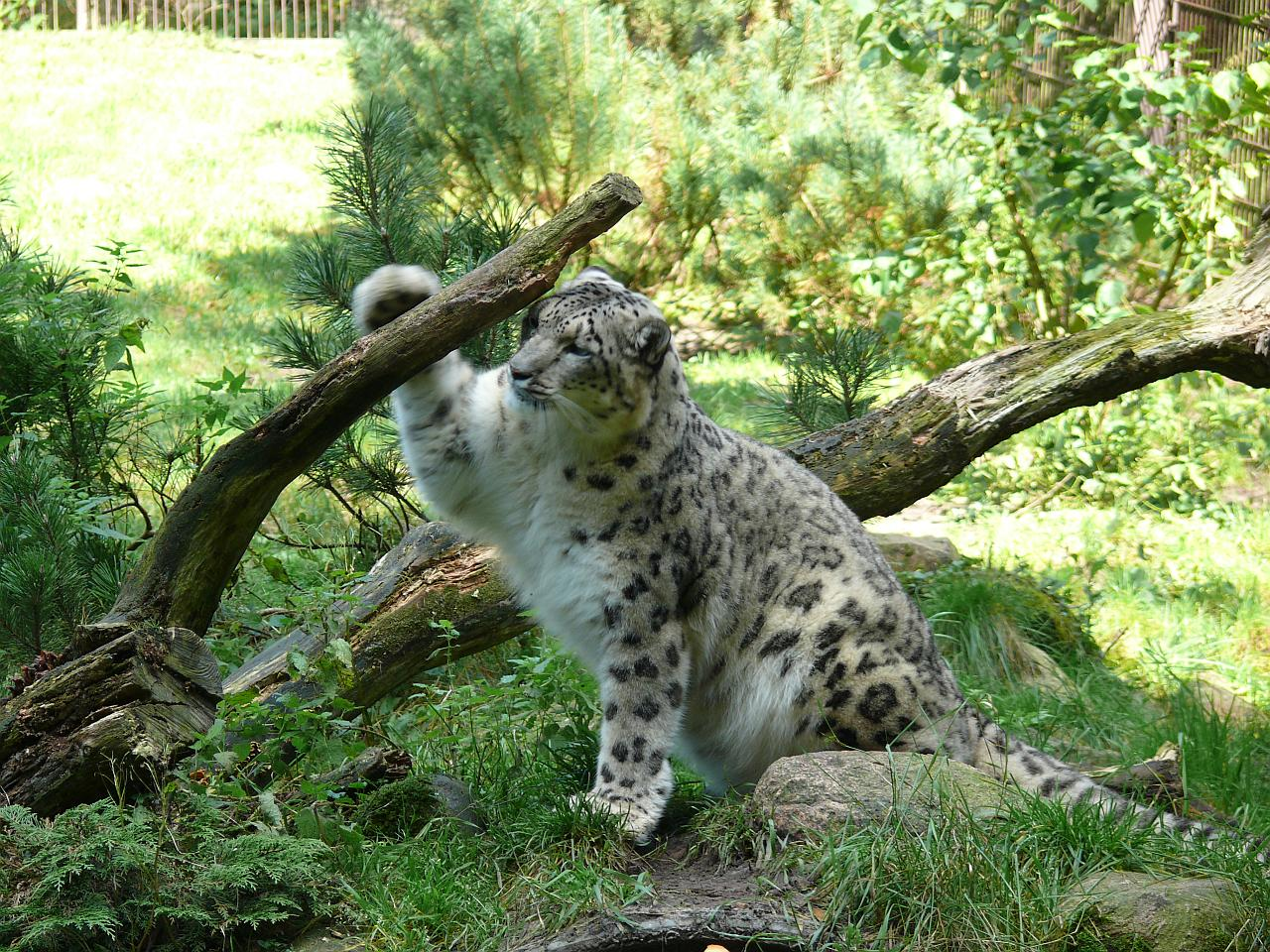
Сніговий барс

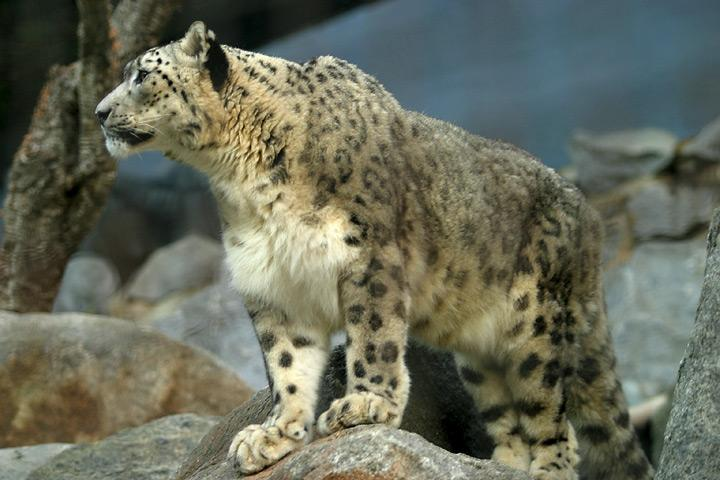
Сніговий барс в зоопарку Сан-Дієго, США

Загальну чисельність дикої популяції снігового барса оцінено між 4000 і 7500 осіб (подивіться таблицю нижче). У 1972 Міжнародний союз охорони природи помістив снігового барса в Червоний список як «вид, що перебуває під загрозою».
Також є 600—700 снігових барсів в зоопарках по всьому світі.
| Територія країни | Ареал, площа (км²) | Оцінка чисельності (приблизно) |
| ---------------- | ------------------ | ------------------------------ |
| Афганістан       | 50 000             | 100–200                        |
| Бутан            | 15 000             | 100–200                        |
| Китай            | 1 100 000          | 2 000–5 000                    |
| Індія            | 75 000             | 200–600                        |
| Казахстан        | 50 000             | 180–200                        |
| Киргизстан       | 105 000            | 150–500                        |
| Монголія         | 101 000            | nbsp;500–1 000                 |
| Непал            | 30 000             | 300–500                        |
| Пакистан         | 80 000             | 200–420                        |
| Таджикистан      | 100 000            | 180–220                        |
| Узбекистан       | 10 000             | 20–50                          |

Снігові барси мешкають на наступних природоохоронних територіях:
- Національний парк Читрал[en], в провінції Хайбер-Пахтунхва, Пакистан
- Національний парк Хеміс[en], в східному Ладакх, Джамму та Кашмір, Індія.
- Національний парк Хунджераб[en] на території Гілгіт-Балтистану, Пакистан.
- Національний парк Нанда-Деві, в штаті Уттаракханд, Індія (природний об'єкт Світової Спадщини ЮНЕСКО).
- Національний природний заповідник Комолангма[en], Тибет, Китай.
- Національний парк Саґарматга, Непал (природний об'єкт Світової Спадщини ЮНЕСКО).
- Природний заповідник Тумор Фенг[de], західні гори Тянь-Шань, Сіньцзян-Уйгурський автономний район, Китай.
- Національний парк Долина квітів, Уттаракханд, Індія (природний об'єкт Світової Спадщини ЮНЕСКО).
- Національний парк Шей Пхоксундо[en], Долпа, Непал.
- Дорпатанський мисливський заповідник[en], Баглунг, Непал.
- Національний парк Аннапурни, західний Непал.
- Заповідна зона Апі-Нампа[en], західний Непал.
- Національний парк Джигме Дорджі[en], Бутан.
- Гобійський національний парк, Монголія.
- Убсунурська котловина, на територіальній межі Монголії і Республіки Тува Росія.
- Заповідник дикої природи Дібанг[en], поблизу Аніні, Індія.
- Природний заповідник Аксу-Жабаглы, Казахстан.
- Природний заповідник Сарычат-Еерташ[en], Киргизстан.
- Катунський заповідник, Республіка Алтай, Росія.
- Заповідник дикої природи Кіббер[en], Лахаул & Спіті, Гімачал-Прадеш, Індія.
- Національний парк Пін-Веллі[en], Лахаул & Спіті, Гімачал-Прадеш, Індія.
- Національний парк Великі Гімалаї, Куллу, Гімачал-Прадеш, Індія.
- Sacred Himalayan Landscape[en], Непал, Індія, Бутан.

## Живлення
Ірбіс є хижаком, що живе і полює поодинці. Найбільше він активний вночі, обходячи високогірні плато в пошуку здобичі. Основною здобиччю є нахур блакитний (Pseudois nayaur). Іншими є: козел гвинторогий, архар, баран азійський, тар, козоріг суматранський, горал, кабарга альпійська, свиня дика, пантолопа тибетська, ґоа, джейран, кулан, як дикий, бабак, заєць, пискуха, полівка. Взимку, спускаючись у ліси, полює на оленів, сарн і кабанів. У голодні часи він не гребує мишами та птахами. Як правило, ірбіс непомітно підкрадається до своєї здобичі та блискавично стрибає на неї. Часто використовує для цього високі камені, щоб несподівано повалити жертву додолу стрибком зверху й убити.

## Розмноження
Вагітність триває в ірбісів близько ста днів. За один раз самиця народжує від двох до п'яти кошенят, що відбувається, як правило, в укриттях між скелями. Віднедавна у зоопарках вдається отримати потомство снігових барсів. Іноді в неволі на світ можуть з'явитися до семи кошенят за одні пологи.

## Таксономія
Первинно вид був описаний як Felis uncia. Пізніше його було розміщено у власному роді Uncia. Потім вид відносили то до роду Panthera, то Uncia. Зрештою, сучасні молекулярні дослідження свідчать на віднесення виду в межі роду Пантера, більше того він є близьким до виду тигр:
|  | \| \| Panthera leo \| \| \| \| \| \| Panthera pardus \| \| \| \| |
|  |                                                                  |
|  | Panthera onca                                                    |
|  |                                                                  |
|  | Panthera leo                                                     |
|  |                                                                  |
|  | Panthera pardus                                                  |
|  |                                                                  |

|  | Panthera leo    |
|  |                 |
|  | Panthera pardus |
|  |                 |

|  | Panthera tigris |
|  |                 |
|  | Panthera uncia  |
|  |                 |

|  | \| \| Panthera leo \| \| \| \| \| \| Panthera pardus \| \| \| \| |
|  |                                                                  |
|  | Panthera onca                                                    |
|  |                                                                  |
|  | Panthera leo                                                     |
|  |                                                                  |
|  | Panthera pardus                                                  |
|  |                                                                  |

|  | Panthera leo    |
|  |                 |
|  | Panthera pardus |
|  |                 |

|  | Panthera tigris |
|  |                 |
|  | Panthera uncia  |
|  |                 |

## Інше
Незаконне, але фінансово привабливе полювання за хутром снігового барса істотно скоротило його популяцію. На чорних ринках Азії шкура цього звіра може принести до 60 тисяч доларів. У всіх країнах свого існування сніговий барс знаходиться під охороною держави, але браконьєрство загрожує йому як і раніше. Останнім часом кількість снігових барсів злегка зросла і складає сьогодні близько шести тисяч особин, після того, як в 1960-х їх залишалася всього тисяча.
Сніговий барс є національним символом республік Північної та Південної Осетії. Також зображення барса використане в гербі міста Алмати. Стилізований крилатий ірбіс зображений на гербі Татарстану. Є національним хижаком Пакистану.